# Swedavia
Swedavia AB es la empresa pública que gestiona el control de tráfico aéreo de la mayor parte de los aeropuertos de Suecia. Tiene su sede en la torre de control del aeropuerto de Estocolmo-Arlanda.
Fue fundada el 1 de abril de 2010, cuando la Administración de Aviación Civil de Suecia se disolvió, y la operación de todos los aeropuertos comerciales fue transferida a Swedavia. Los servicios de navegación aérea continúan como empresa estatal bajo el nombre LFV (Administración de Aviación Civil). En 2010, el número de empleados era de unos 2600.

## Aeropuertos
Swedavia posee diez aeropuertos en Suecia:
- Aeropuerto de Åre Östersund
- Aeropuerto de Gotemburgo-Landvetter
- Aeropuerto de Kiruna
- Aeropuerto de Luleå
- Aeropuerto de Malmö
- Aeropuerto de Ronneby
- Aeropuerto de Estocolmo-Arlanda
- Aeropuerto de Estocolmo-Bromma
- Aeropuerto de Umeå
- Aeropuerto de Visby

Cuando se tomó la decisión de crear Swedavia, había 16 aeropuertos estatales en Suecia, pero se transfirieron 6 de ellos a propietarios locales. La región de Värmland se hizo cargo de las operaciones del aeropuerto de Karlstad en 2010. En 2011, el aeropuerto de Ängelholm-Helsingborg fue transferido a la región de Skåne Nordväst, y el de aeropuerto de Örnsköldsvik al municipio de Örnsköldsvik. En 2013 se traspasó también el aeropuerto de Sundsvall. Por último, los aeropuertos de Jönköping y Skellefteå fueron transferidos a propietarios locales entre 2009 y 2010, antes de la creación de Swedavia.